# John Q. Underhill
John Quincy Underhill, född 19 februari 1848 i New Rochelle, New York, död där 21 maj 1907, var en amerikansk politiker (demokrat). Han var ledamot av USA:s representanthus 1899–1901.
Underhill efterträdde 1899 William L. Ward som kongressledamot och efterträddes 1901 av Cornelius Amory Pugsley.
Underhill är begravd på Beechwoods Cemetery i New Rochelle.